# Stiftelsen Uppåkra Arkeologiska Center
Stiftelsen Uppåkra Arkeologiska Center, eller Uppåkrastiftelsen, är en svensk stiftelse med ändamål att främja arkeologisk, kulturhistorisk, museal och kulturell verksamhet i anslutning till fornlämningarna i Uppåkra. Den upprättades  2010 av Region Skåne, Staffanstorps kommun, Lunds kommun, Lunds stift, Uppåkra församling och dåvarande Staffanstorpshus AB (nuvarande Staffanstorps Centrum AB). Den har sitt säte i Staffanstorps kommun.
Stiftelsen bedriver sedan 2014 besökscentret Uppåkra Arkeologiska Center vid Uppåkra kyrka.